# SŽ 541 sorozat
Az SŽ 541 sorozat a Siemens EuroSprinter mozdonycsalád szlovén változata. Műszakilag szinte megegyezik a magyar MÁV 1047 sorozattal, azonban a szlovén változat három áramnemű, képes közlekedni 15 kV váltakozó áramú,  25 kV váltakozó áramú és 3 KV egyenáramú hálózatokon is. Beceneve Helga.

## Története
A Szlovén Vasutak 2005-ben 20 darab EuroSprinter mozdonyt rendelt a Siemens-től, melyek SŽ 541 001-010 és 541 101-110 pályaszámokon álltak forgalomba 2006 és 2007 között. A mozdonyok Szlovéniában, valamint nemzetközi tehervonatokkal Ausztriában is közlekednek.
2008-ban további 12 db háromfeszültségű mozdonyt rendeltek 48 millió euró értékben. A jelenlegi megrendelés, egy a 2004. évben megkötött szerződésben foglalt opció alapján történik. A 6 MW teljesítményű mozdonyt, egyaránt használják személy, és áruszállításban. A mozdony alkalmas valamennyi szomszédos ország így, Ausztria, Horvátország, Olaszország és Magyarország, továbbá Németország vasútvonalain való közlekedésre.

## Érdekességek

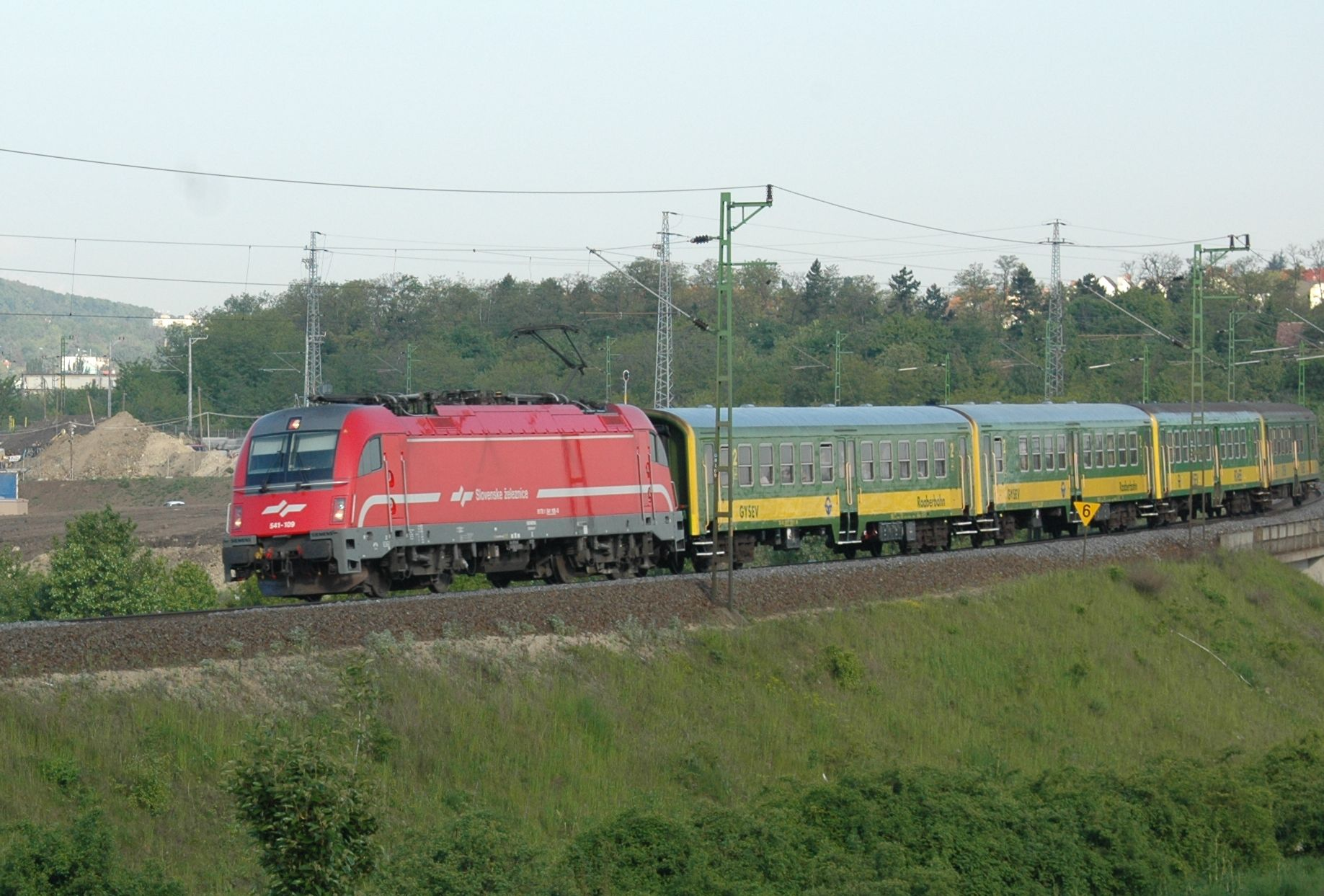
Szlovén Taurus a GYSEV vonalán

A mozdony 2008 májusában Magyarországra is ellátogatott, ahol menetrend szerinti vonatokat is vontatott a próbák ideje alatt.